# Zmodyfikowana modulacja częstotliwości
Zmodyfikowana modulacja częstotliwości (ang. Modified Frequency Modulation, MFM) – metoda kodowania informacji stosowana przy zapisie na nośniku magnetycznym, używana od 1970 roku, kiedy to IBM wprowadził dysk twardy z tym właśnie sposobem zapisu. W latach 80. była ona stosowana przez większość formatów dysków twardych i dyskietek. Na początku XXI wieku pozostała tylko jako metoda zapisu na dyskietkach 5,25 cala i 3,5 cala, głównie ze względu na zachowanie standardu zapisu na tych nośnikach danych.
MFM jest modyfikacją cyfrowej metody FM stosowanej przy kodowaniu informacji na dyskietkach pojedynczej gęstości (SD, ang. Single Density). Pozwoliła ona na dwukrotne zwiększenie ilości kodowanej informacji przy tej samej częstotliwości sygnału jak w metodzie FM. Dostęp do danych z wykorzystaniem metody MFM wynosi 250-500 kbit/s przy przemysłowym standardzie dyskietek wysokiej gęstości (HD, ang. High Density) 5¼" i 3½".
Metody FM jak i MFM są tak naprawdę odmianami metody RLL – odpowiednio RLL (0,1) i RLL (1,3) – które zostały zastąpione we wczesnych latach 90. przez bardziej zaawansowane metody RLL (1,7) i RLL (2,7); pierwsza cyfra w nawiasie określa minimalną, a druga maksymalną ilość taktów zegara, bez zmiany poziomu sygnału, służącą do kodowania danych. Pierwsza liczba decyduje o maksymalnej częstotliwości jaka wystąpi na głowicy zapisującej, natomiast druga o minimalnej częstotliwości (maksymalnym czasie między zmianami). Zwiększenie pierwszej liczby umożliwia zwiększenie częstotliwości taktowania przy niezmienionej częstotliwości na głowicy zapisującej, ale wymaga zwiększenia drugiej liczby. Zwiększenie drugiej liczby oznacza zwiększenie maksymalnych czasów. Nie można ich jednak zbytnio zwiększać, bo niedokładności w obrotach talerza dysku mogą spowodować nieprawidłowe rozpoznawanie długości sygnału.

## Kodowanie
Kodowanie informacji odbywa się według zasady: nadawanie jedynki zmienia kierunek prądu głowicy zapisującej w środku komórki bitowej, nadawanie zera zmienia kierunek prądu na początku, ale tylko wtedy, gdy poprzednio nadawanym bitem było zero.
Przykład zakodowania liczby binarnej 010011:
```
 0 1 0 0 1 1 
 +++---+++--+
 ———___———__—
```

W zapisie występują ciągi o dwóch lub trzech czasach jednostkowych o takim samym kierunku prądu. Jeżeli ograniczeniem układu jest maksymalna częstotliwość przenoszenia układu głowicy, to metodą MFM można dwukrotnie zwiększyć częstotliwość zmian w stosunku do metody FM. W systemie tym nie występuje proste kodowanie, a o sygnale decyduje nie tylko bieżący, ale i poprzedni bit. Przy dekodowaniu nie można dokonać tego wprost, jak to ma miejsce w przypadku FM, czyli duża częstotliwość = jedynka, mała = zero. W przypadku MFM ciąg zer i jedynek wywoła sygnały o takiej samej częstotliwości, ale sygnały te będą przesunięte względem siebie (będą miały różną fazę), dlatego układ dekodujący jest nazywany pętlą synchronizacji fazy (PLL) i jest bardziej skomplikowany niż w przypadku FM.